# Cmentarz żydowski w Kikole
Cmentarz żydowski w Kikole – kirkut społeczności żydowskiej niegdyś zamieszkującej Kikół. Data jego powstania nie jest znana. Leży przy ul. Rypińskiej i zajmuje nieogrodzony teren o powierzchni 0,4 ha. W wyniku zniszczeń czasów wojny nie zachowały się na nim żadne nagrobki.